# Дауд-паша (правитель Ирака)
Дау́д-паша (араб. داود باشا‎, груз. დაუდ ფაშა; 1767—1851, Медина) — последний мамлюкский правитель Багдадского пашалыка Османской империи (1817-31).

## Биография
По происхождению грузин. Дауд-паша мальчиком был привезен в качестве раба в Багдад и находился в услужении у багдадского паши.
В 1817 году был назначен пашой Багдада. Признавал сюзеренитет Османского султана, однако проводил самостоятельную внутреннюю и внешнюю политику. Создал регулярную армию по европейскому образцу. Способствовал строительству каналов, организовал оружейную и суконную мануфактуры, открыл первую в стране типографию. Ввёл монополию на скупку и экспорт основных видов сельскохозяйственной продукции и ограничил власть кочевых племен.
Во время русско-турецкой войны 1828-29 пытался добиться полной независимости от турок. В начавшейся в 1830 войне с Османской империей потерпел поражение. Был низложен в сентябре 1831 года.
Придворным историком у Дауд-паши служил Усман ибн Санад.